# Michiel Borstlap

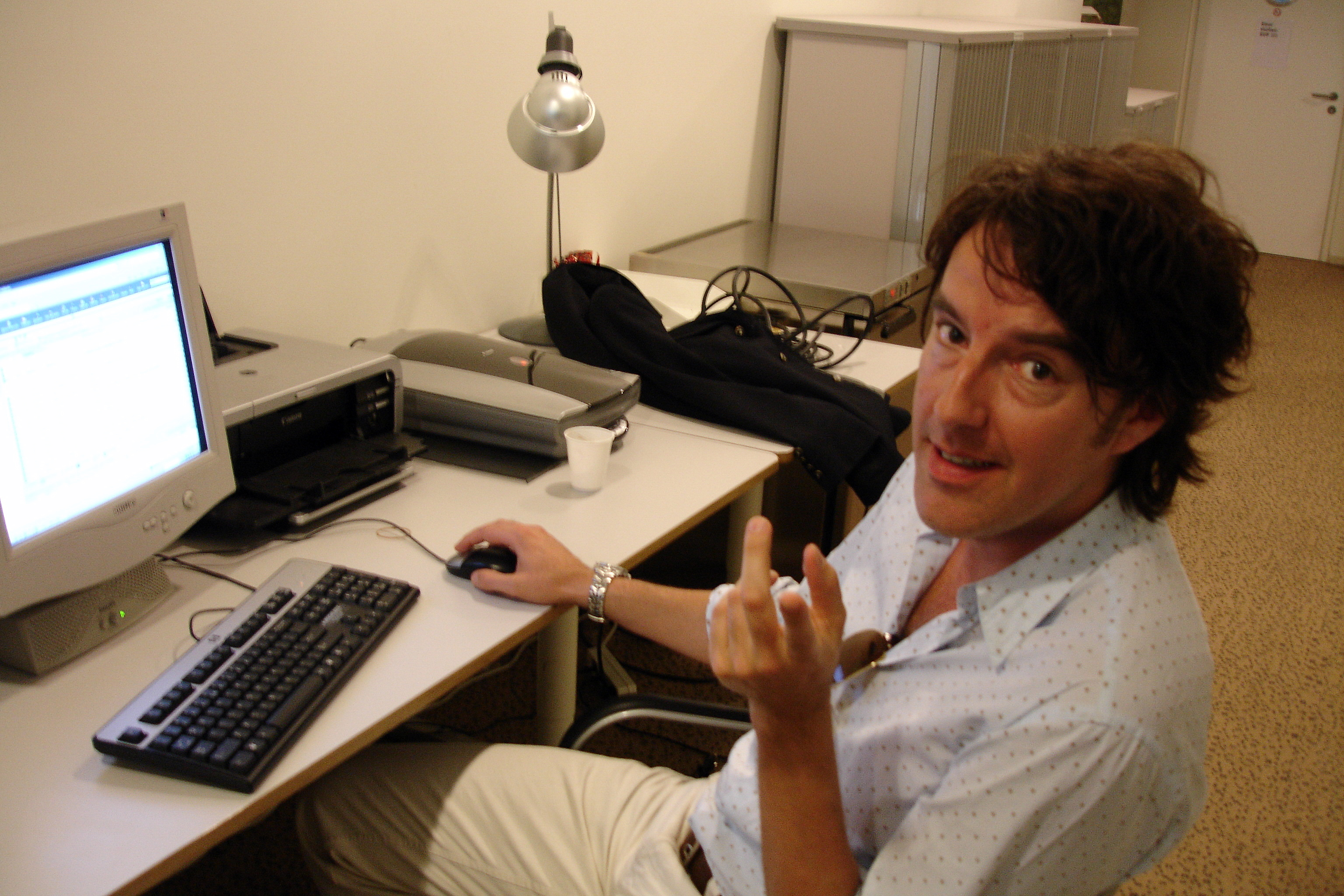
Michiel Borstlap

Michiel Borstlap (* 1966 in Den Haag) ist ein niederländischer Pianist und Komponist des Jazz-Crossover, des Pop und klassischer Musik.

## Leben und Wirken
Borstlap begann mit fünf Jahren Klavier zu spielen. 1992 beendete er sein Studium (Klavier bei Rob Madna und Henk Elkerbout) am Konservatorium von Hilversum „cum laude“ und gewann den ersten Preis beim europäischen Jazz-Wettbewerb in Brüssel. 1994 hatte er seinen ersten Auftritt beim North Sea Jazz Festival.
Seine ersten eigenen Aufnahmen machte er 1992 mit eigenem Sextett („Day off“). Er tourte mit eigenem Trio, Sextett und als Solist weltweit und spielte auf zahlreichen Festivals.
1996 gewann er den Thelonious Monk-Kompositionswettbewerb mit „Memory of Enchantment“, das Herbie Hancock und Wayne Shorter in ihrem Album „1+1“ aufnahmen und auf ihren Welttourneen 1997 und 2000 spielten, nachdem sie es schon auf der Monk-Preisverleihung aufgeführt hatten. 1998 und 1999 war er für den Bird Award des North Sea Jazz Festival nominiert.
2000 erhielt Borstlap einen Plattenvertrag bei Verve Records. Erstes Album war 1999 „Body Acoustic“  eine Anspielung auf den Weather-Report-Titel „I Sing the Body Electric“: Stücke von Weather Report werden mit akustischen Instrumenten neu interpretiert, ergänzt durch eigene Titel von Borstlap. Mit seiner danach benannten Gruppe „Body Acoustic“ spielte er auf „Verve Nights“ z. B. auf den Jazzfestivals von Umbria, Berlin oder dem North Sea Jazz Festival. Im Jahr 2003 erhielt er vom Emir von Katar den Auftrag eine Oper Ibn Sina (Avicenna) zur arabischen Geschichte zu komponieren, die dann in Katar uraufgeführt wurde.
Er arbeitete bisher u. a. zusammen mit Roy Hargrove, Jimmy Haslip (auf „LiveLine“ 2000), Les Paul, James Genus, Han Bennink (als Trio Partner mit Ernst Glerum), Ernst Reijseger, Hans Dulfer, Eric Vloeimans, Toots Thielemans, Jesse van Ruller, Ernie Watts, Bill Bruford, Jon Hendricks, Chris Beckers, Gino Vannelli und Sibel Köse. 2004 ging er auf Tour mit der holländischen Sängerin Edsilia Rombley und spielte ab 2000 viel mit der Pop-Sängerin Trijntje Oosterhuis.
2000 nahm er eine Solo-CD auf („Piano Solo Standards“). 2001 folgte „Gramercy Park“, drei CDs teilweise aus weltweiten Live-Mitschnitten, auf denen er seine ganze Bandbreite vorführt: Solo am Piano mit eigenen Stücken, Jazz-Standards wie Body and Soul und Dolphin Dance und einem Scerzo von Chopin, als Zweites in verschiedenen Trios u. a. mit Jeff Tain Watts und Essiet Okon Essiet (und mit dem holländischen Standup-Comedian Hans Teeuwen), als Drittes „Temple of Dance“ mit vom DJ Roland Molendijk zusammengestellter Dance-Musik, die auch als Single erschien (das Video dazu drehte Theo van Gogh).
2005 gründete er sein eigenes Plattenlabel „Gramercy Park Music“.